# St. Peter und Paul (Mainburg)

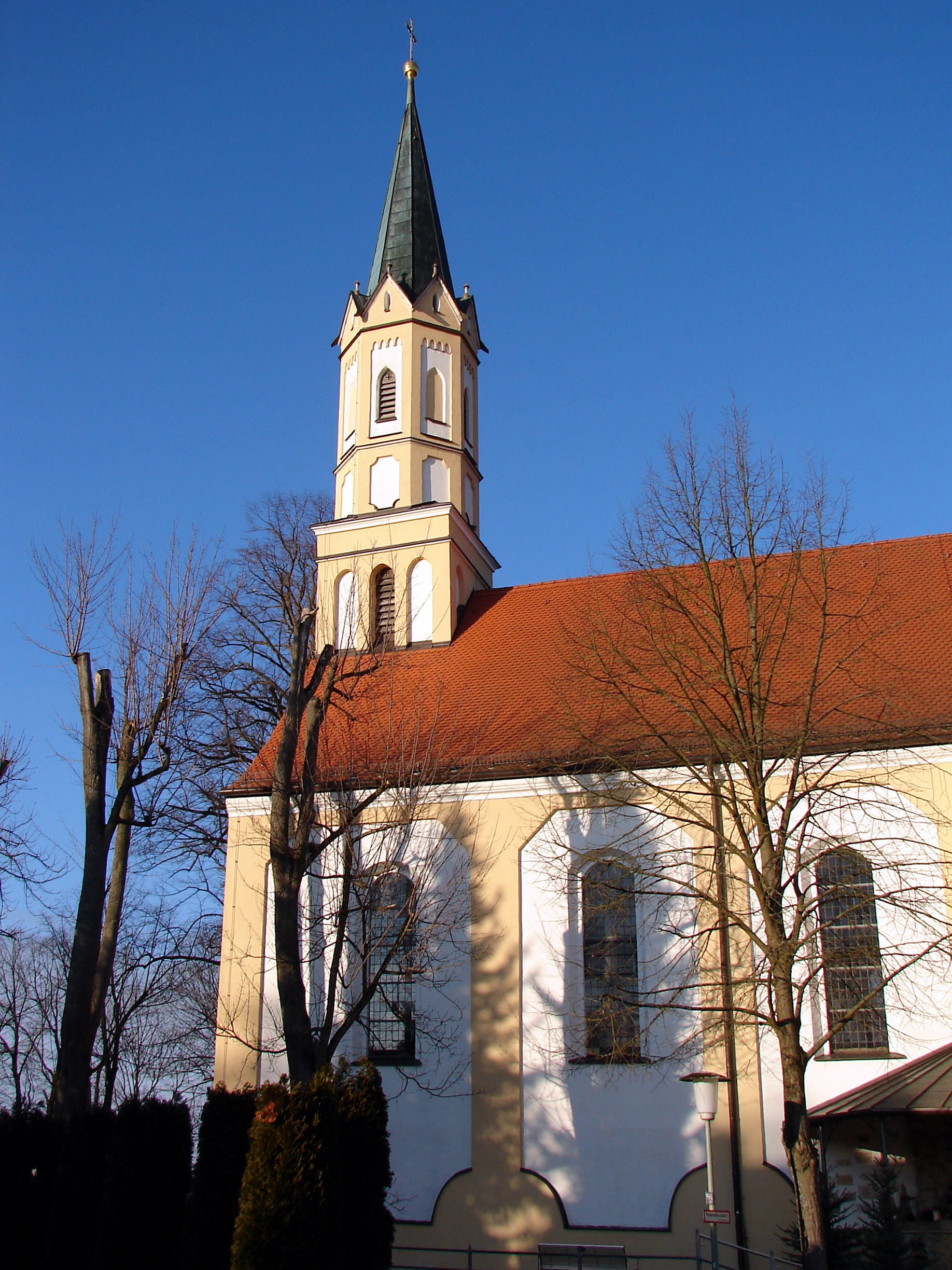
Kirche St. Peter und Paul

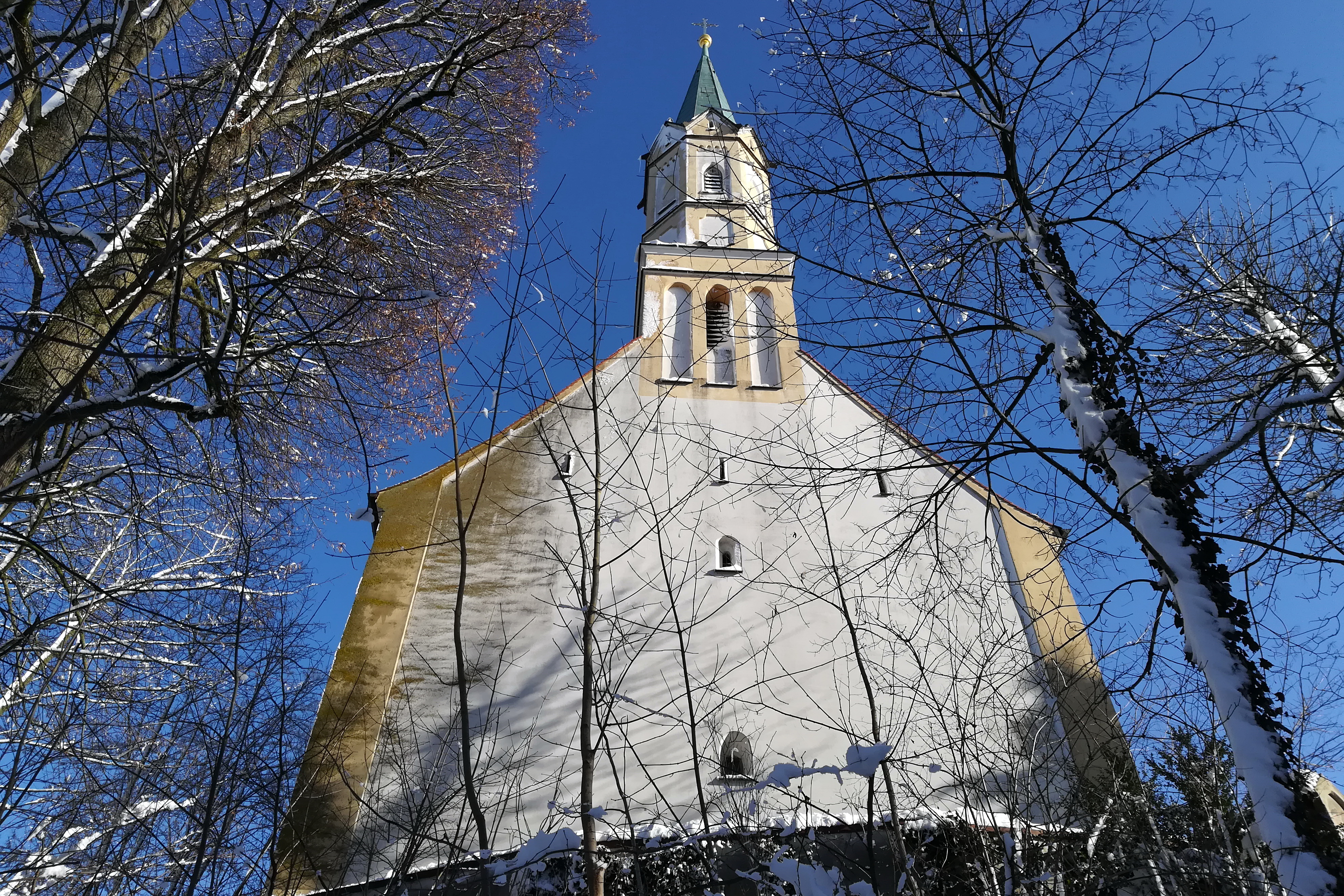
Westfassade mit Dachreiter

Die katholische Kirche St. Peter und Paul, früher Salvatorkirche, in Mainburg, einer Stadt im niederbayerischen Landkreis Kelheim, ist seit 1981 die Klosterkirche des Paulinerordens. Sie war ehemals eine Wallfahrtskirche und ursprünglich dem Salvator mundi (Erlöser der Welt) geweiht. Die Kirche, die im frühen 18. Jahrhundert im Stil des Barock errichtet wurde, gehört zu den geschützten Baudenkmälern in Bayern.

## Geschichte
Schon im 7. Jahrhundert stand auf dem Mainburger Salvatorberg eine Burg. Für das Jahr 1386 ist erstmals eine Kapelle St. Salvator schriftlich erwähnt, die in späterer Zeit Ziel einer Wallfahrt wurde. Im Jahr 1632, während des Dreißigjährigen Krieges, wurden Burg und Kirche abgebrannt. Laut einer Inschrifttafel an der Nordwand des Langhauses wurde die heutige Kirche im Jahr 1723 errichtet. Nach einem Brand im Jahr 1863 wurde der Turm wieder aufgebaut. In den Jahren 1905/06 fand eine umfassende Neugestaltung des Innenraumes statt. Aus dieser Zeit stammen die neubarocken Nebenaltäre im Chor, die Deckenmalereien und der Fußboden.

## Architektur

### Außenbau
Über dem Giebel der Westfassade erhebt sich der Dachreiter, der von einem Spitzhelm im Stil der Neugotik bekrönt wird. Auf dem quadratischen Unterbau sitzt ein oktogonaler Aufbau, der von Blendfeldern mit Spitzbogenfriesen gegliedert ist. Langhaus und Chor weisen ebenfalls Blendfelder auf, in die große Rundbogenfenster eingeschnitten sind. An der Südseite des Chors ist die Sakristei angebaut.

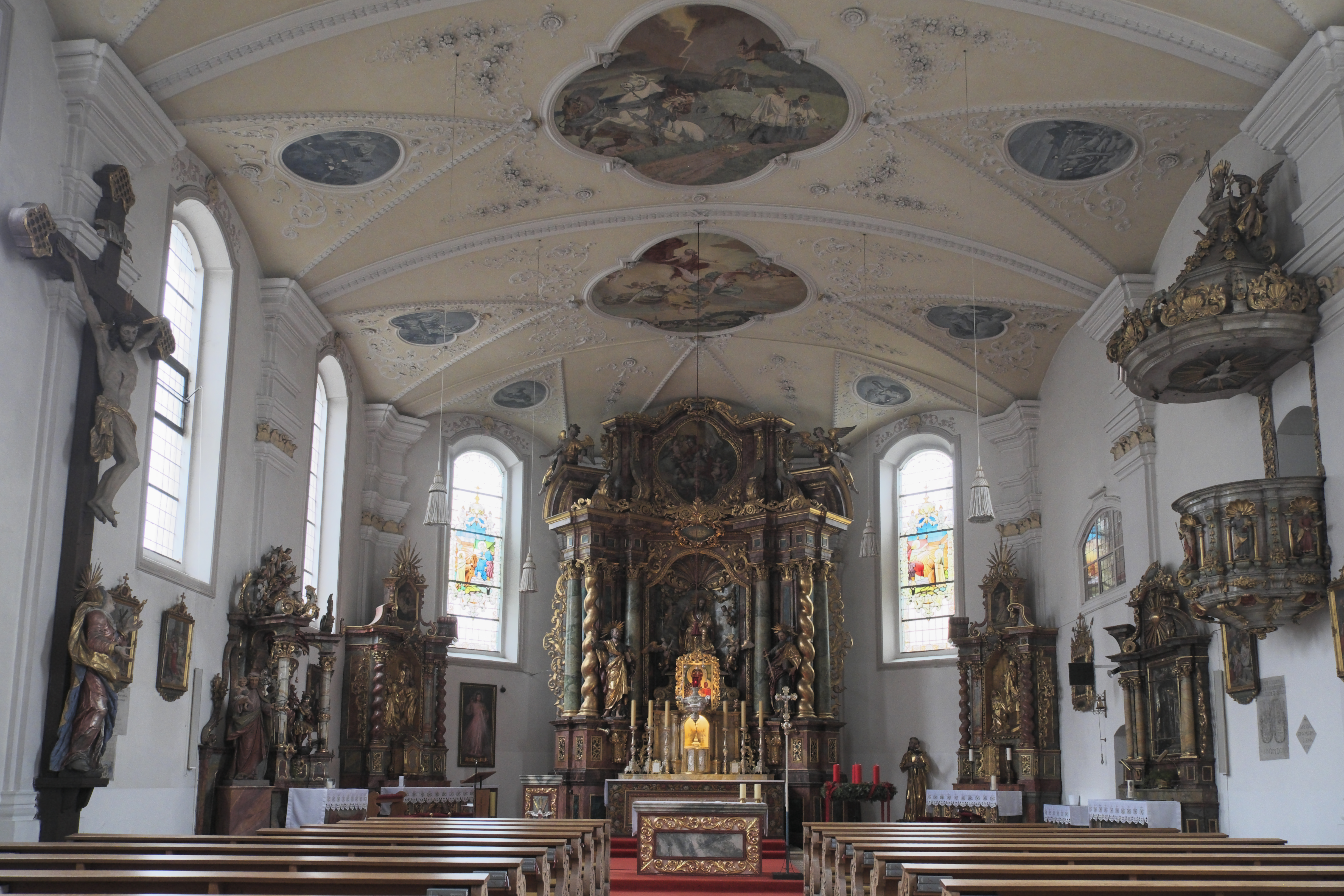
Innenraum

### Innenraum
Der Innenraum, ein Saalbau mit dreiseitig geschlossenem Chor, der sich übergangslos an das Langhaus anschließt, wird von einer sehr flachen Stichkappentonne gedeckt. Die Wände werden von verkröpften Pilastern mit hohen Gebälkstücken gegliedert. Den westlichen Abschluss des Langhauses bildet eine auf Holzsäulen aufliegende Doppelempore. Auf der oberen Empore ist die Orgel eingebaut.

## Stuck
Der Deckenstuck stammt aus dem Jahr 1906. Die Motive, die Engelsköpfe, Blumengirlanden, Blütenknospen und das Rankenwerk sind dem Stuckdekor der Emporenbrüstung nachgeahmt, der um 1730 im Stil des frühen Rokoko entstand.

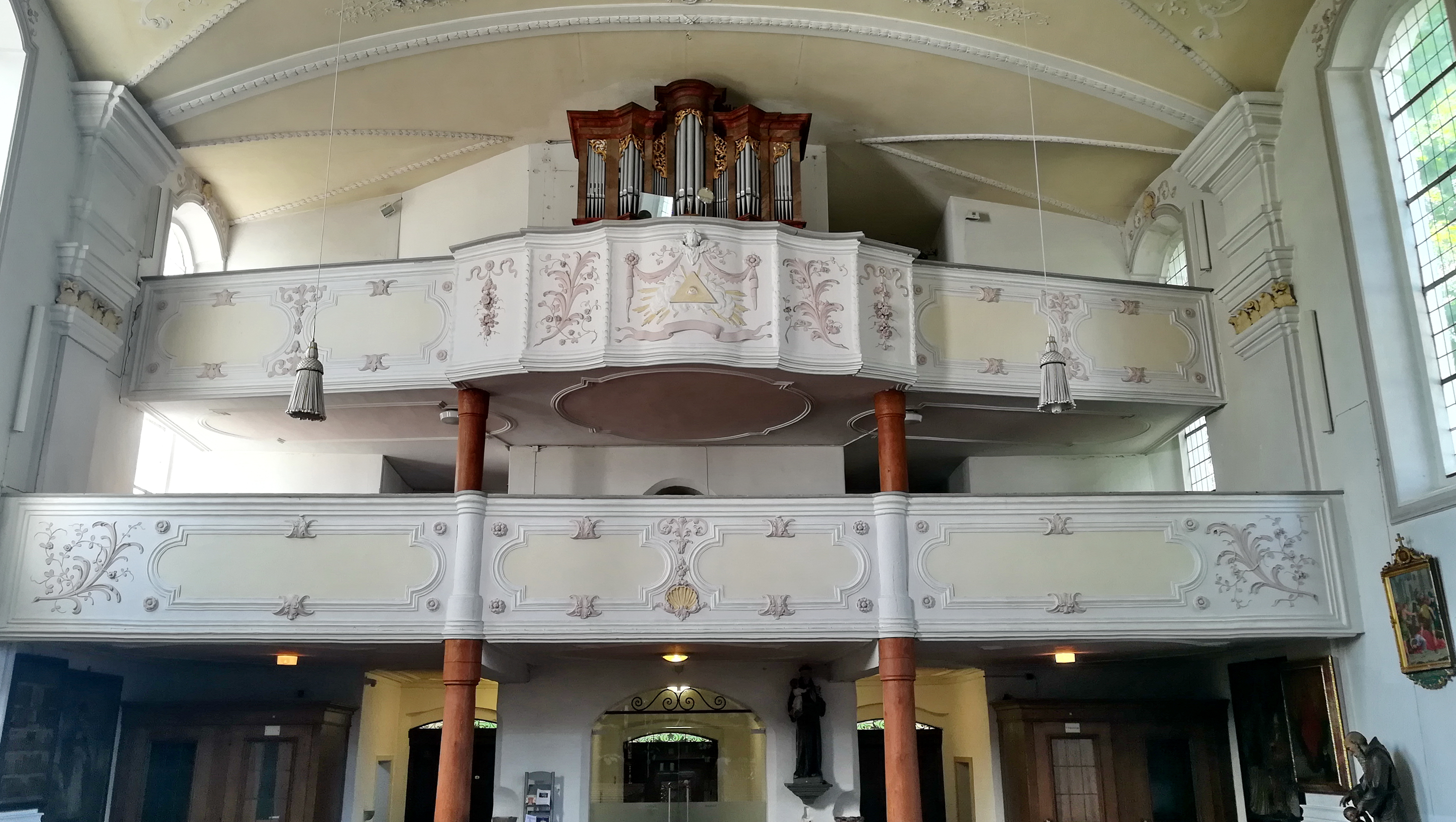
Doppelempore
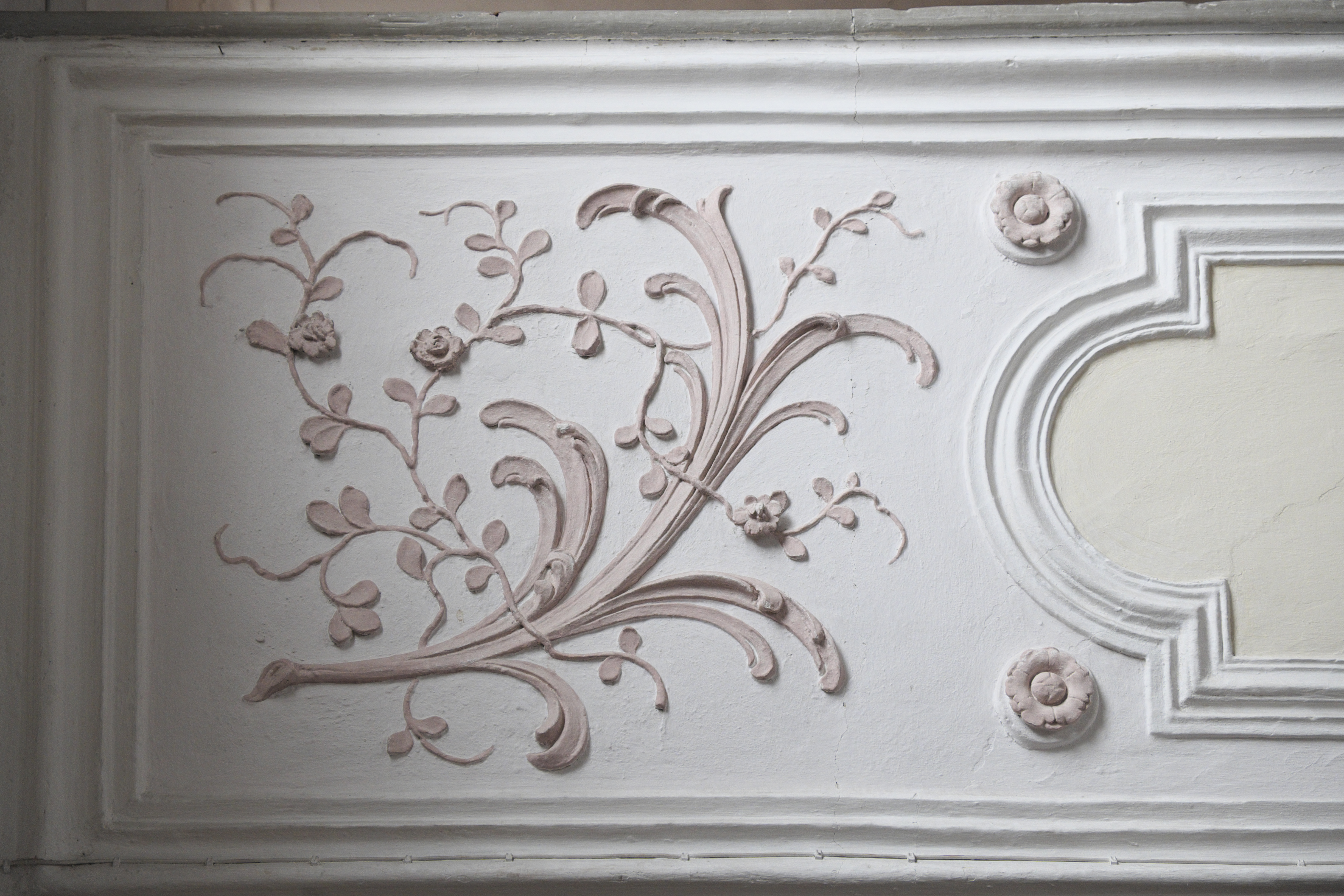
Rokokostuck an der Empore
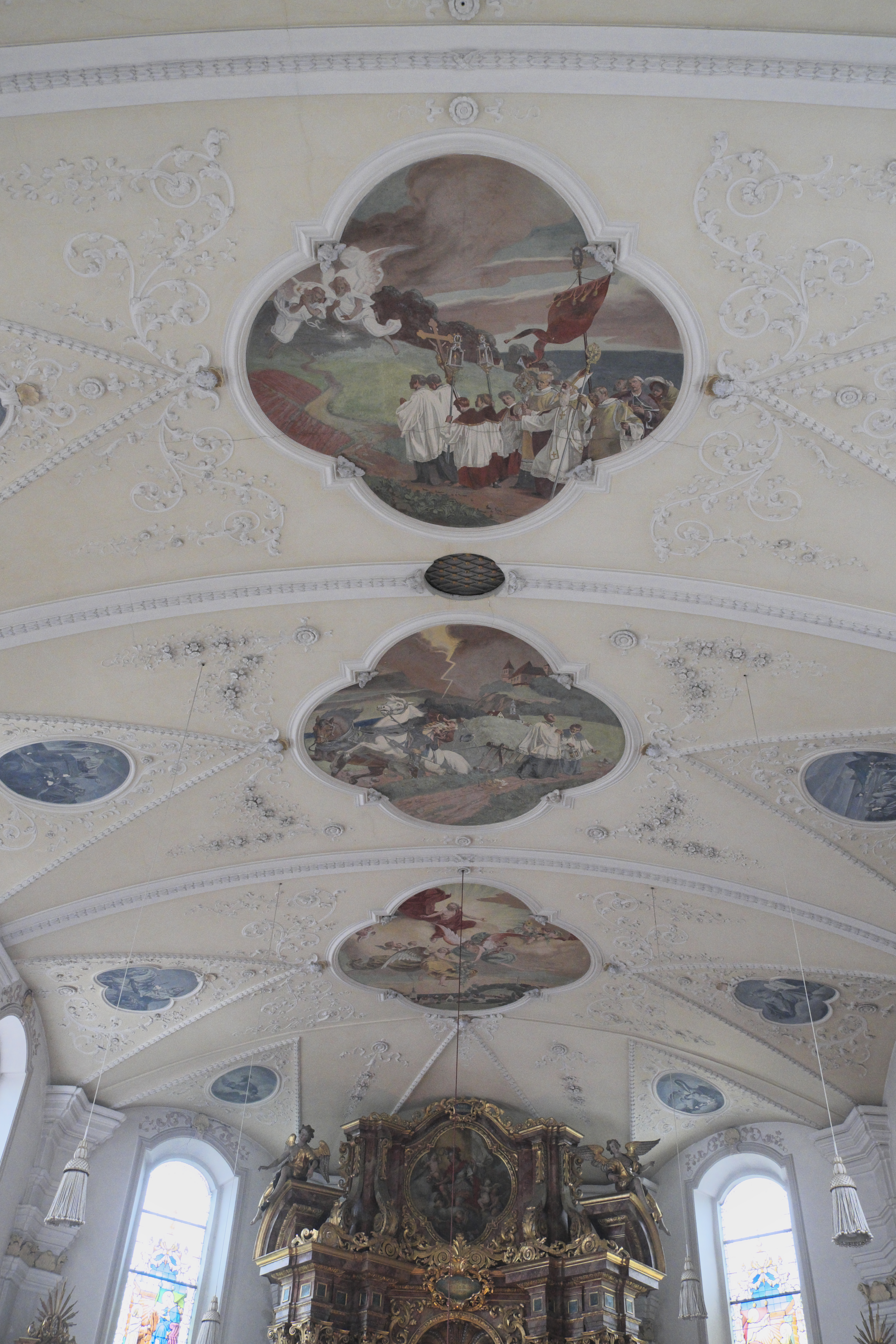
Deckenstuck und -bilder

## Deckenmalerei

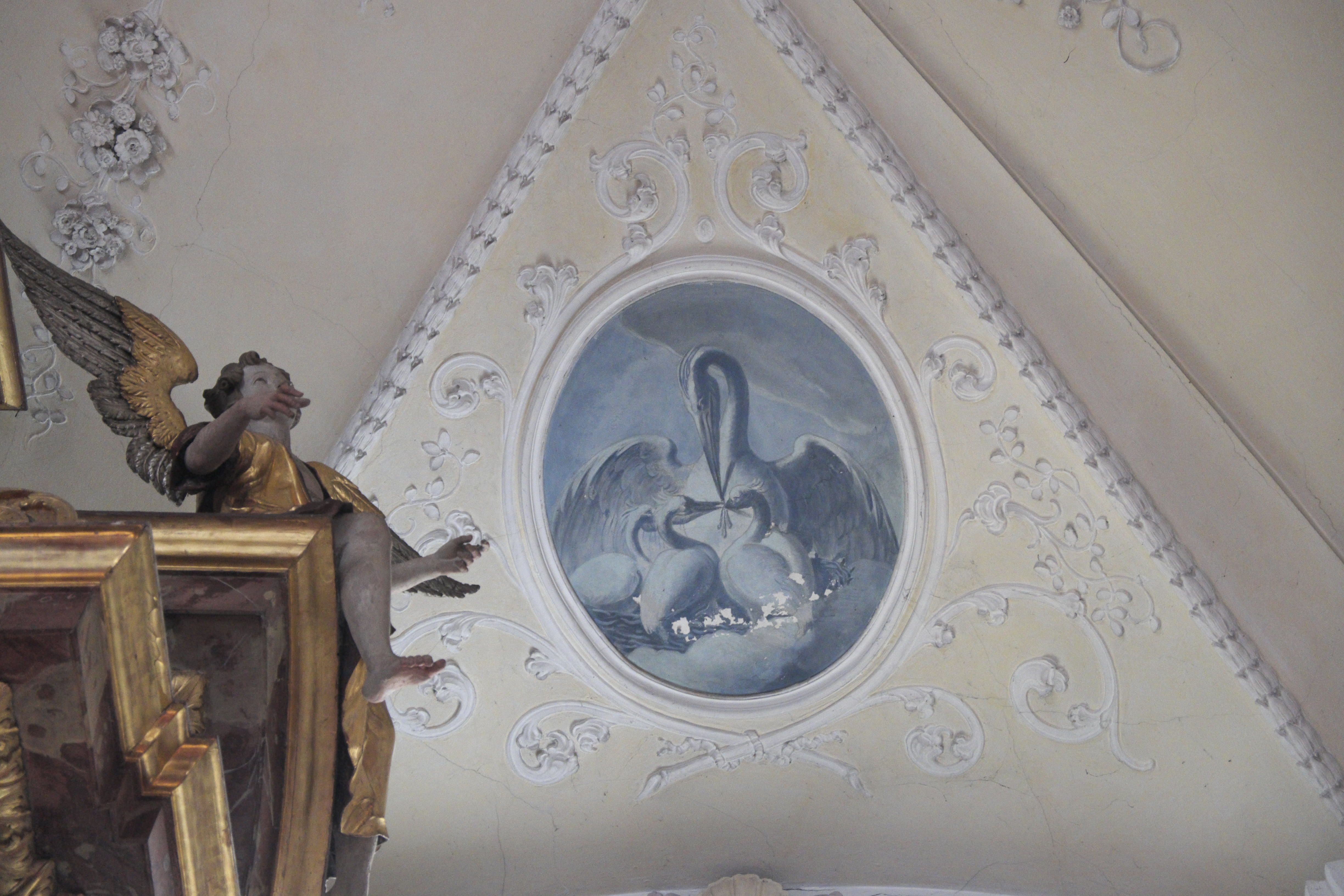
Pelikan, der seine Jungen füttert

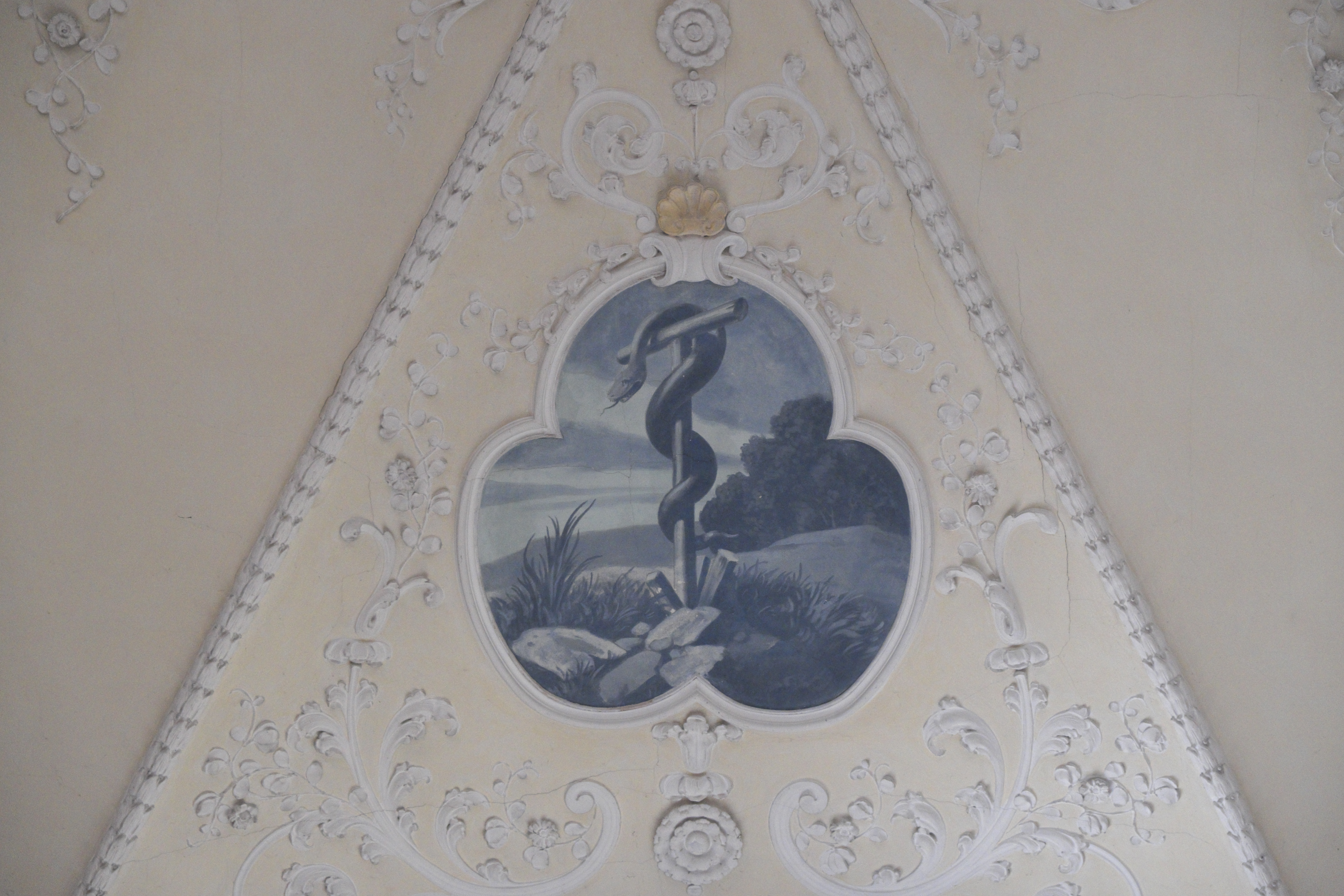
Eherne Schlange

Die Deckenmalereien, ebenfalls aus dem Jahr 1906, wurden von dem Regensburger Maler Georg Halter ausgeführt. Auf den Bildern ist die Legende eines Hostienfrevels dargestellt, der die Wallfahrt begründete und den Anlass zum Bau der Kirche gab. Nach dieser Legende war ein Priester mit einer Hostie auf dem Weg zu einem Kranken auf dem Burgberg. In einem Hohlweg habe ein Fuhrknecht mit einer Peitsche dem Priester die Hostie aus der Hand geschlagen, worauf diese in der Luft schweben blieb. Der Fuhrknecht soll mitsamt seiner Rosse und seines Wagens von einem großen Erdspalt verschlungen worden sein, über dem man später die Kirche errichtete. Die seitlichen, kleineren Medaillons sind in Grisaille-Technik ausgeführt und biblischen Themen gewidmet wie Moses und die Zehn Gebote, die Eherne Schlange, das Lamm Gottes auf dem Buch mit den sieben Siegeln, die Königin von Saba, die Einsetzung der Eucharistie durch Melchisedech und Jonas, der vom Wal wieder an Land gespien wird. Drei Bilder haben die Opferung Isaaks zum Thema, eine Szene zeigt einen Pelikan, der seine Jungen füttert.

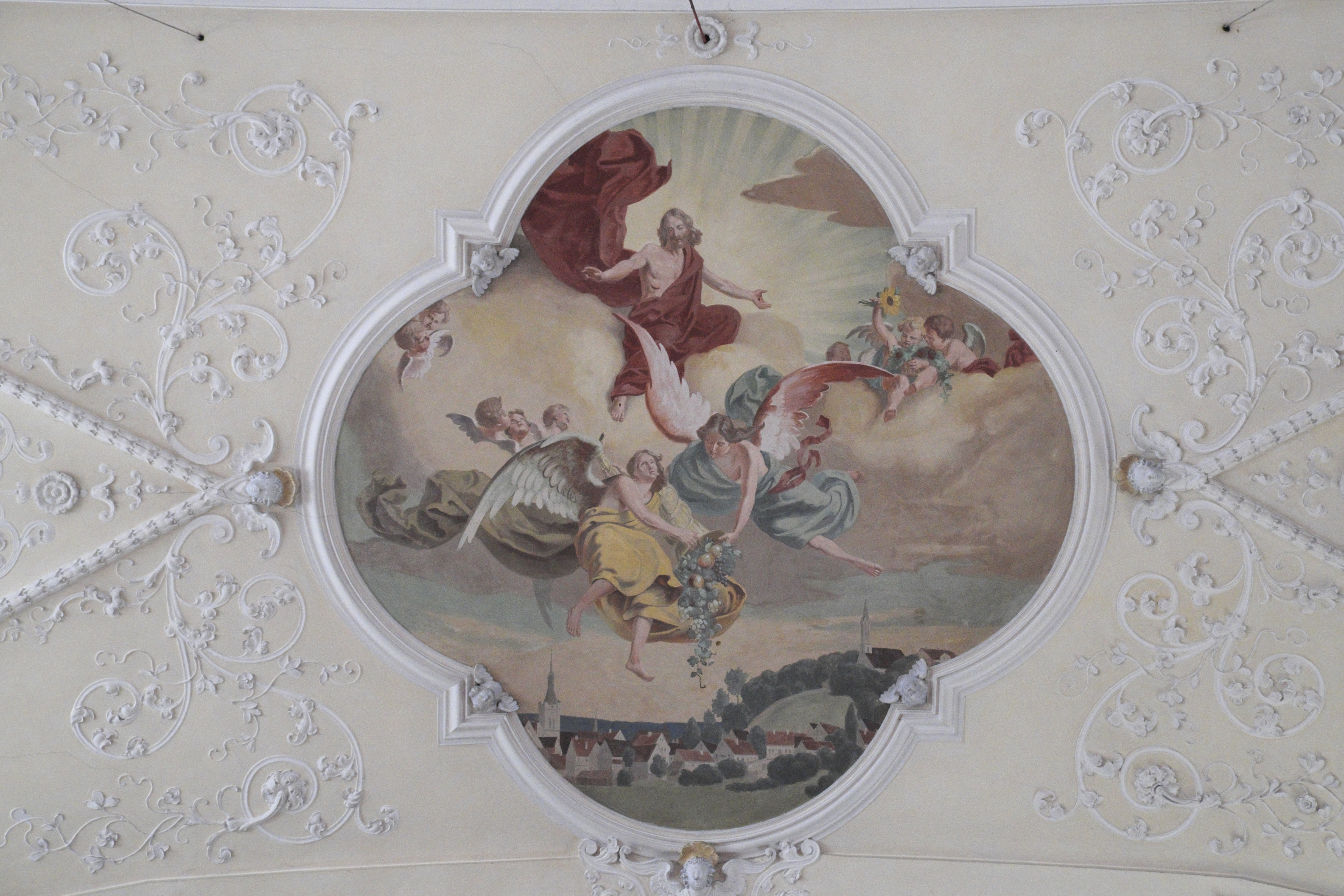
Jesus und Engel über Mainburg
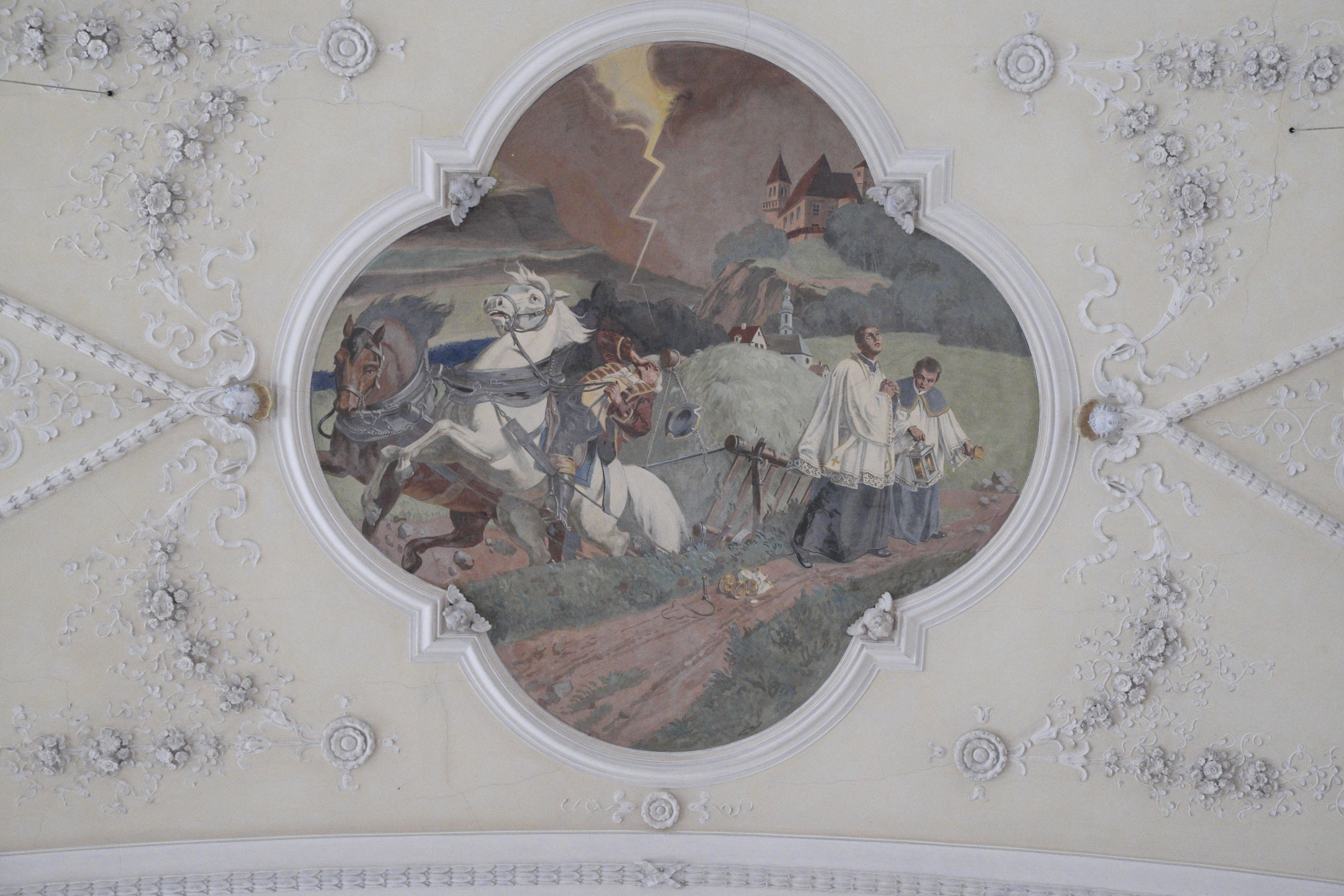
Rosse und Wagen versinken in der Erdspalte
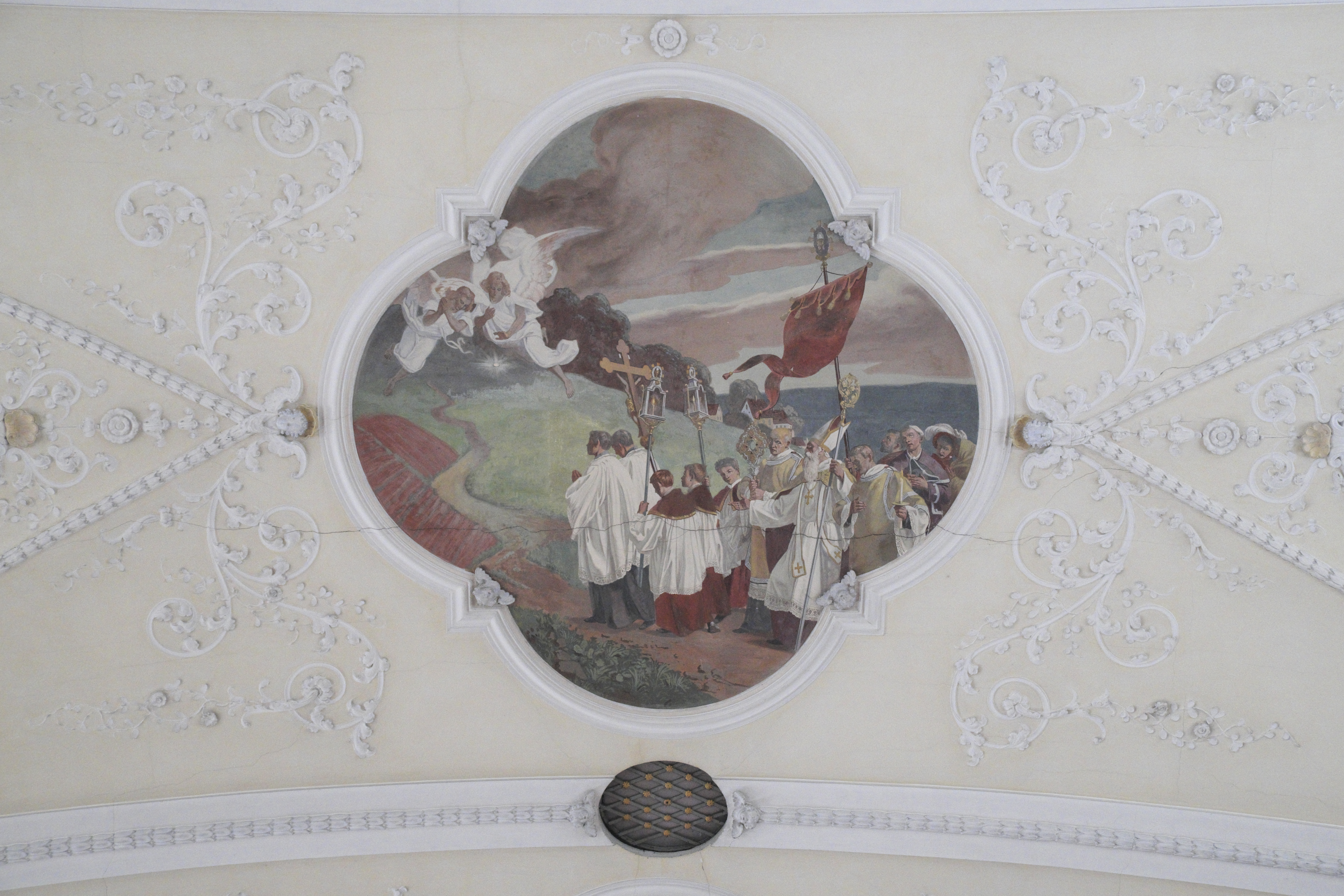
Schwebende Hostie über der Erdspalte
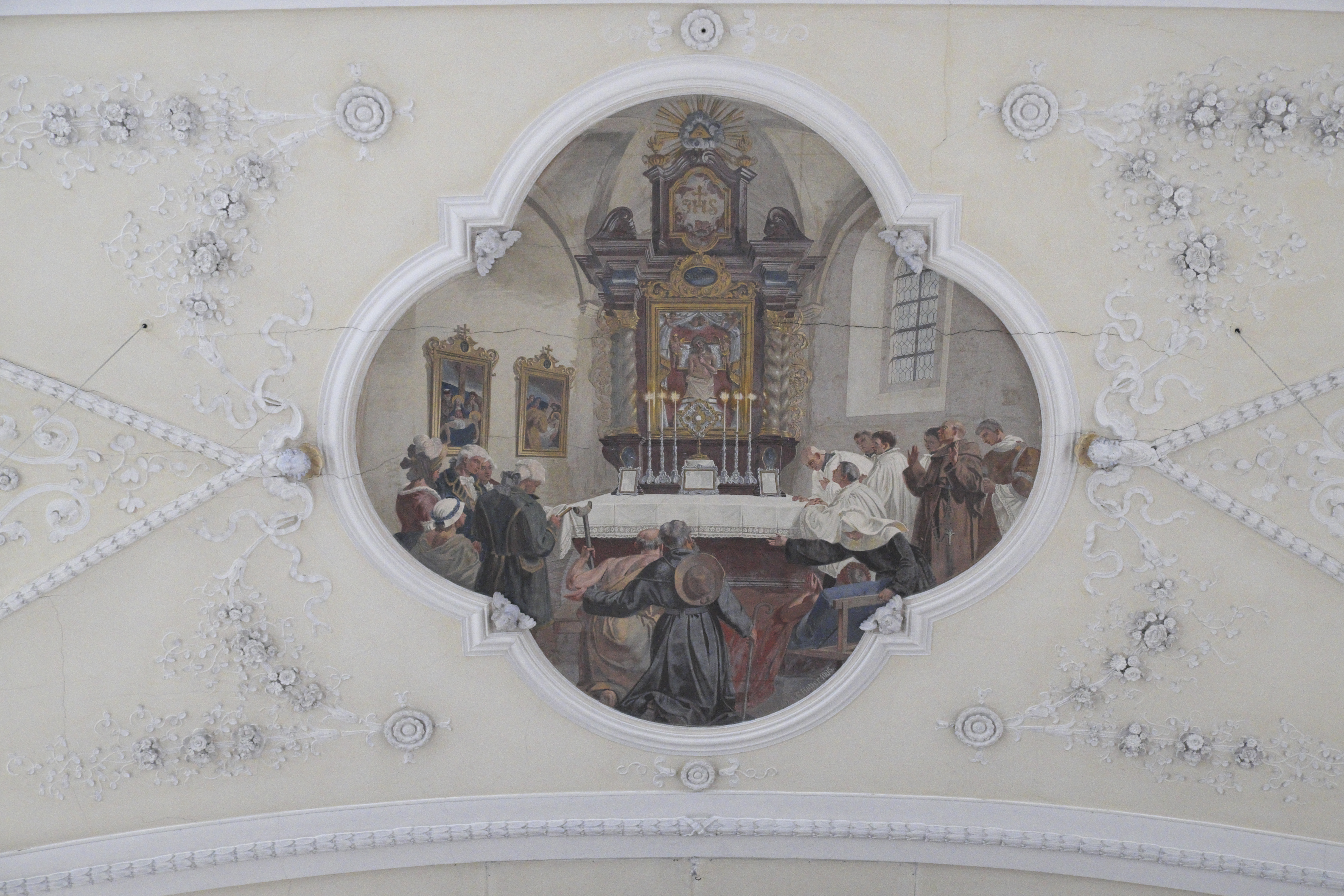
Gläubige und Priester beten vor der Hostie und dem Gnadenbild

## Ausstattung

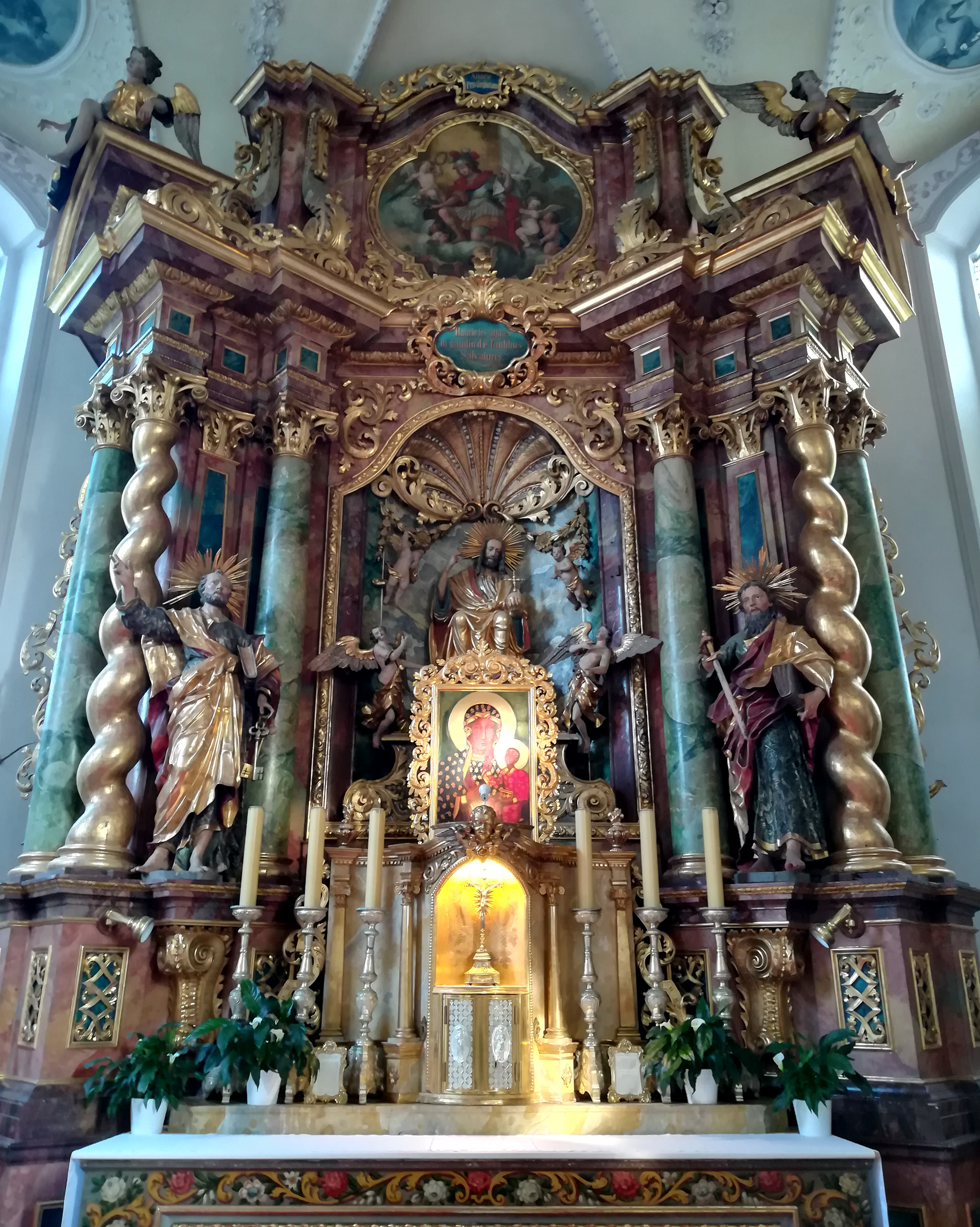
Hochaltar

- Der spätbarocke Hochaltar entstand um 1725. Die Mittelnische des Altars, die von einer Muschel überwölbt wird, weist eine von Engeln und Engelsputten umgebene Schnitzfigur des Salvator mundi aus der Zeit um 1520/30 auf, die der Leinberger Schule zugerechnet wird. Jesus Christus sitzt auf einem Thron, seine rechte Hand ist erhoben, in seiner linken hält er die mit einem Kreuz bekrönte Weltkugel. Auf dem Auszugsbild ist der heilige Florian dargestellt, der mit einem Eimer Wasser ein brennendes Haus zu löschen versucht. Die seitlichen Figuren der Apostel Petrus und Paulus, der Schutzpatrone der Kirche, sind Arbeiten aus der Zeit um 1725. Seit 1982 steht über dem Tabernakel eine Kopie des Gnadenbildes der Schwarzen Madonna von Tschenstochau, das die aus dem polnischen Tschenstochau stammenden Pauliner hier aufstellten.
- Die beiden Nebenaltäre im Chor sind neubarocke Schöpfungen aus dem Jahr 1909. Sie wurden von Georg Schreiner aus Regensburg angefertigt. Auf den Auszugsbildern von Josef Altheimer sind Maria Magdalena (links) und der heilige Sebastian (rechts) dargestellt.
- Der nördliche Seitenaltar, am Übergang zwischen Chor und Langhaus angeordnet, stammt aus der Zeit des Rokoko (um 1760/70), das Mittelrelief (Tod des heiligen Josef) wurde – wie die beiden Nebenaltäre im Chor – um 1909 ausgeführt.
- Im gegenüberliegenden, südlichen Seitenaltar aus der Zeit um 1725 ist das ursprüngliche Gnadenbild, das Sandsteinrelief eines Schmerzensmannes, auch Erbärmde-Christus genannt, integriert, das in das 16. Jahrhundert datiert wird. Die farbige Fassung wurde erneuert.
- Die Kanzel ist eine Arbeit aus der Zeit um 1725/30. Am Kanzelkorb sind auf Podesten und in kleinen, von Muscheln überwölbten und von Säulen gerahmten Ädikulä stehend Jesus als Guter Hirte und die vier Evangelisten dargestellt. Der Schalldeckel wird vom Lamm Gottes und zwei Engeln bekrönt. Die von einem Strahlenkranz umgebene Taube an der Unterseite symbolisiert den Heiligen Geist.
- Die mit Laub- und Bandelwerkdekor verzierten Wangen der Kirchenbänke stammen ebenfalls noch aus der Bauzeit.

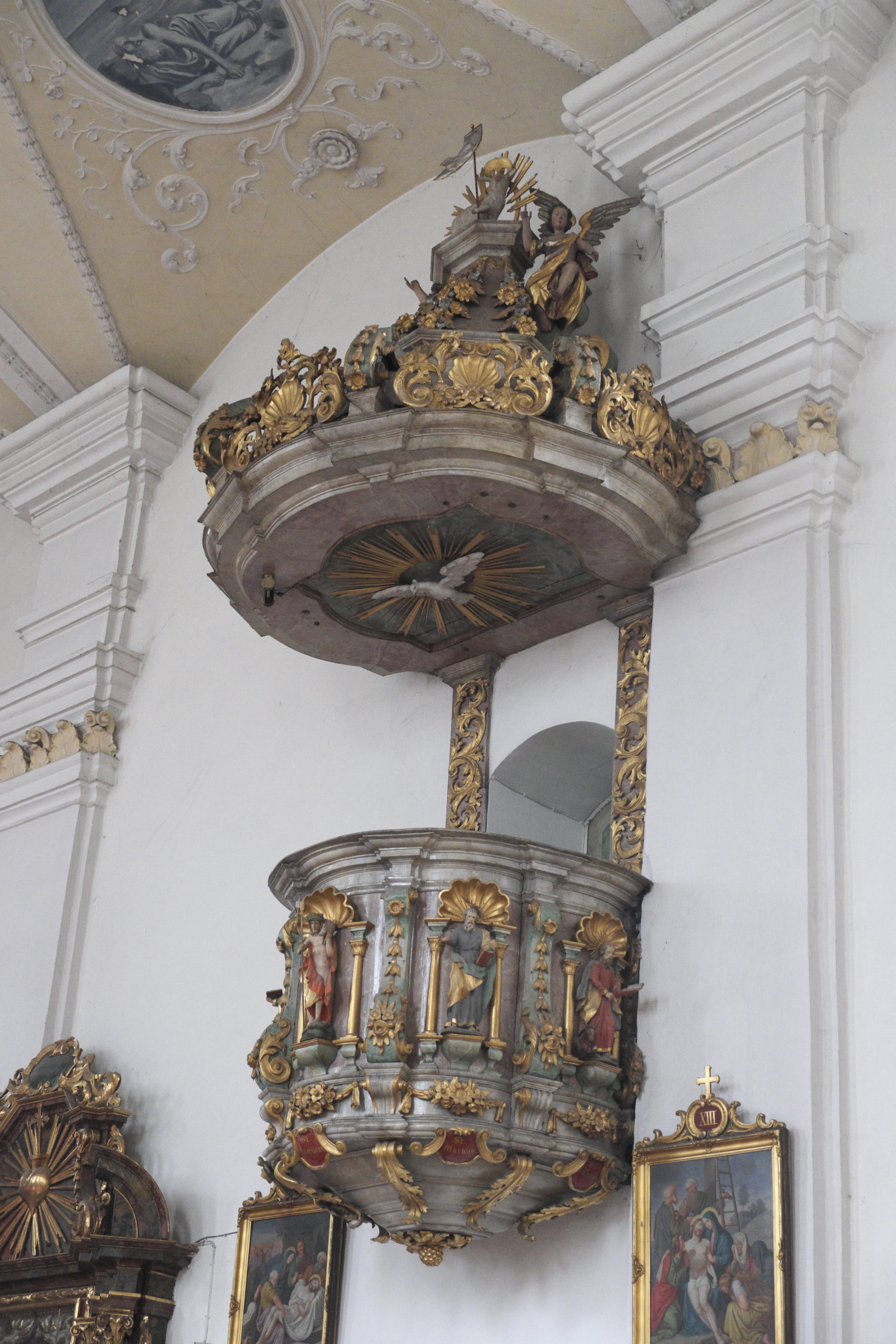
Kanzel
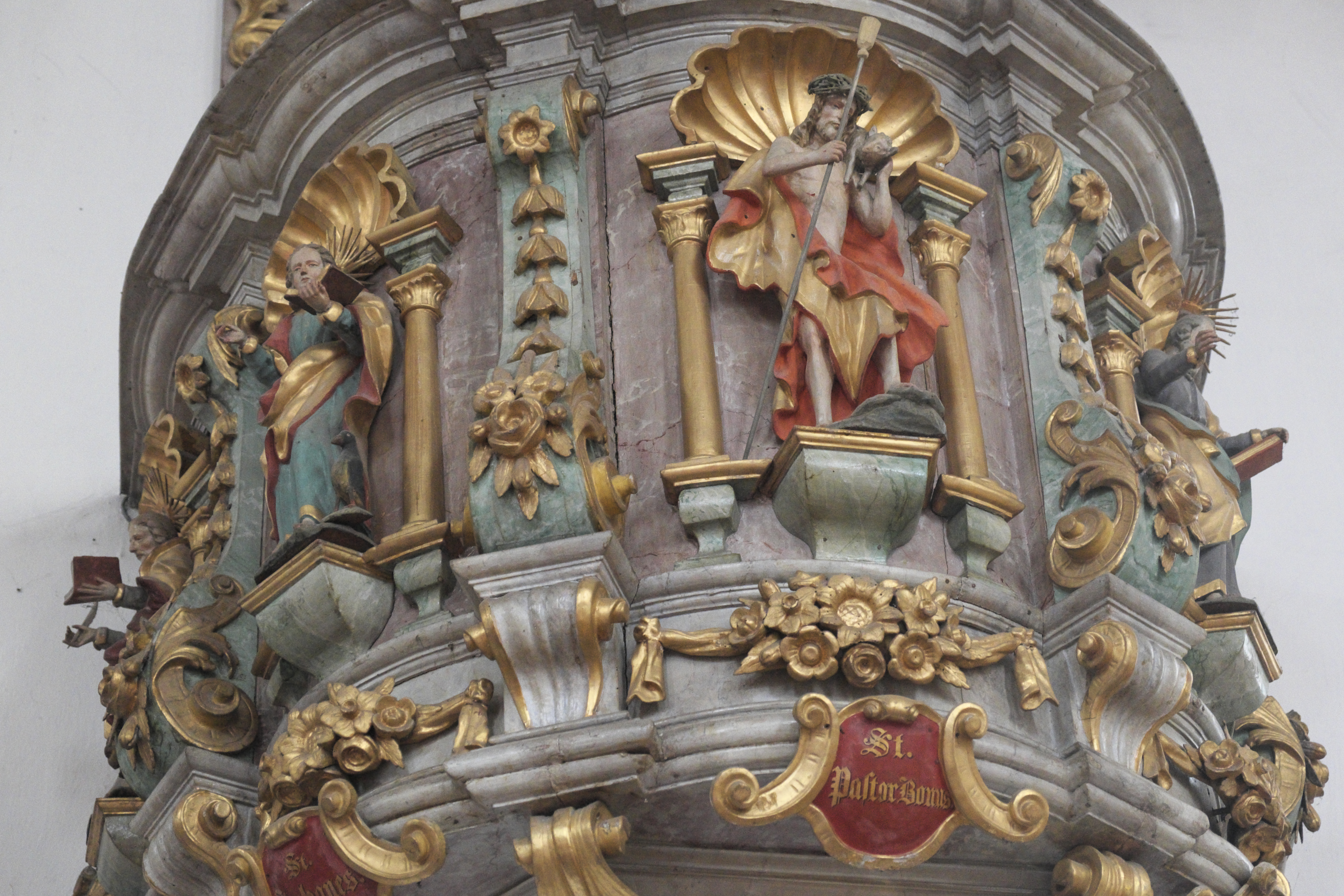
Kanzelkorb
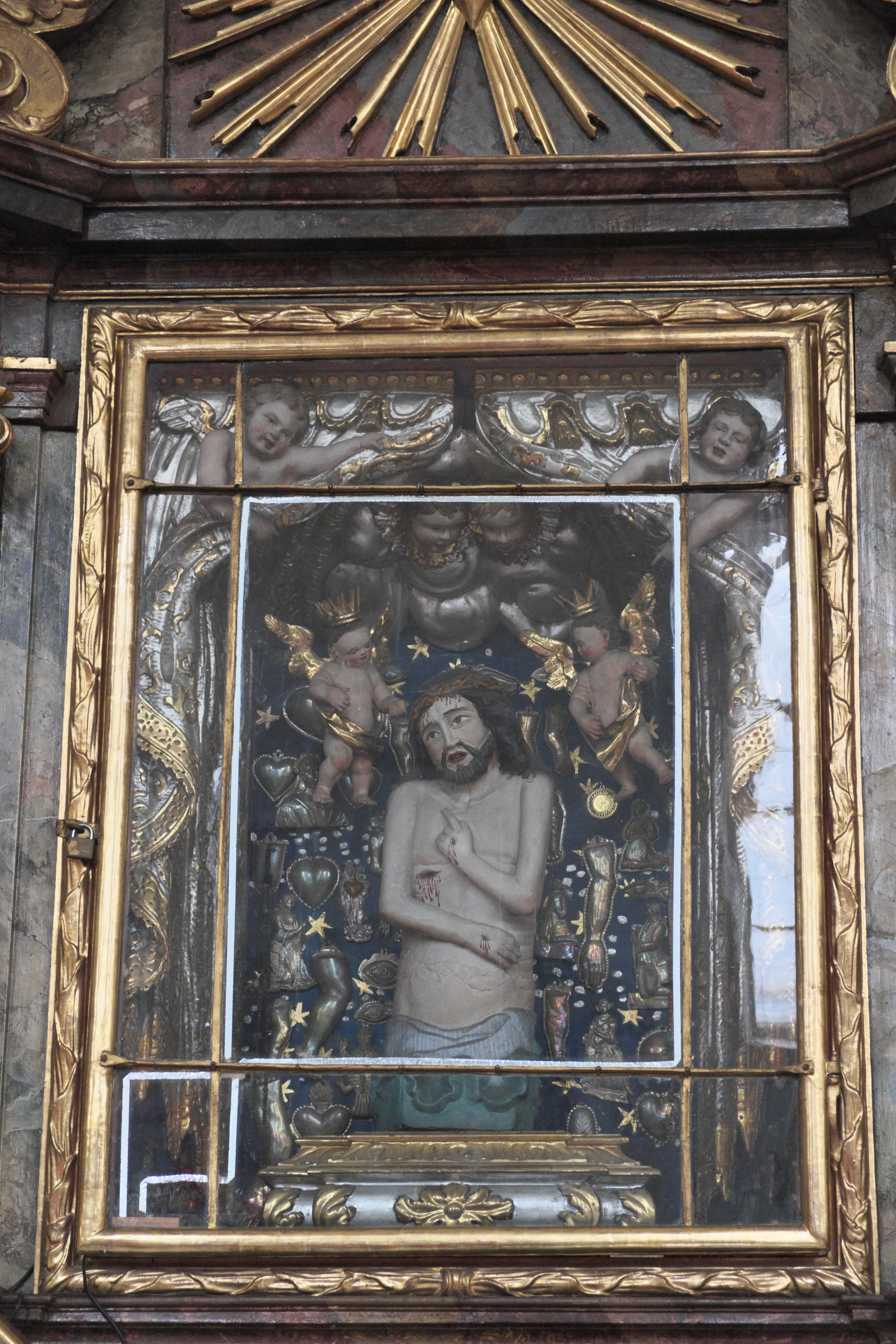
Erbärmde-Christus